# Chá preto

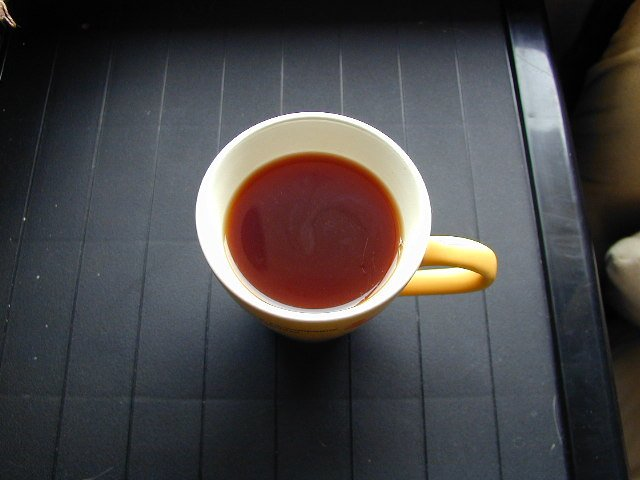
Uma chávena de chá preto

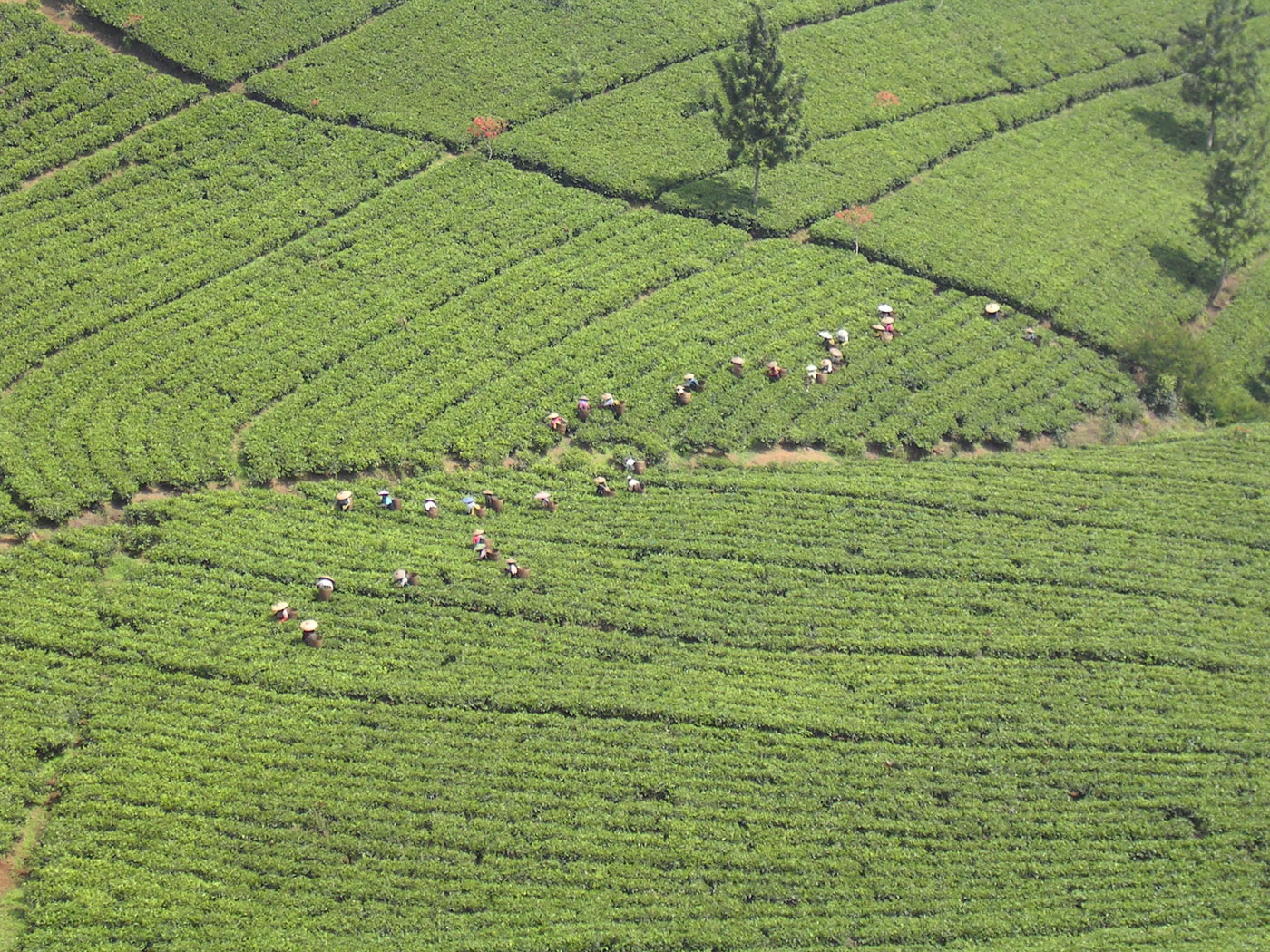
Plantação de chá preto em Java, Indonésia

O chá preto é um dos quatro tipos definidos de chá no mundo. Curiosa e literalmente, é chamado de chá vermelho na China. O chá preto é o tipo de chá mais comum no Ocidente, tanto em saquinhos como em folhas. Grande parte do chá preto consumido internacionalmente é produzido na Índia.
O chá preto é processado de duas formas: em CTC (Crush, Tear, Curl — "Amassar, Destrinchar, Enrolar") ou em "folhas inteiras". O método CTC é usado para folhas de baixa qualidade que acabam muitas vezes em saquinhos de chá e são processados por máquinas. Este método é eficiente para produzir um produto a partir de folhas de qualidade média ou baixa.
O processamento manual é usado para chás de qualidade elevada. Este estilo de processamento ortodoxo resulta num chá de qualidade elevada procurado por muitos conhecedores e apreciadores de chá. O chá é deixado oxidar, depois enrolado e, finalmente, seco em bandejas quentes.
Existem vários tipos de chá preto, mas entre os mais famosos estão os indianos Darjeeling, Assam, Nilgiri e Ceilão, e o chinês Keemun. O chá preto é o mais forte de todos os chás que são produzidos a partir da planta Camellia sinensis (chá branco, chá verde e Oolong).

## Benefícios à saúde
Estudo publicado em novembro de 2012 comparou as taxas de consumo de chá preto em 50 países ao redor do mundo e a prevalência de doenças, como câncer, doenças respiratórias, cardiovasculares e infecciosas e diabetes. De acordo com os autores, apenas uma correlação conclusiva pôde ser feita: países nos quais bebe-se bastante chá preto possuem índices menores de diabetes tipo 2 em sua população. O motivo, segundo eles, é que o processamento do chá preto gera flavonoides, moléculas de propriedades anti-inflamatórias que ajudam a prevenir a doença.
Outros estudos já haviam concluído que o chá preto possui propriedades antidiabéticas. No início de 2012, estudo publicado no UK Nutrition Bulletin revelou que pessoas que bebem de três a seis xícaras de chá preto por dia são de 30% a 57% menos propensas a ter ataques cardíacos, além de serem menos vulneráveis aos diabetes tipo 2.